# Präsidentschafts- und Parlamentswahl in Bolivien 2020
Die Präsidentschafts- und Parlamentswahl in Bolivien 2020 fand am 18. Oktober statt. Zeitgleich fanden Wahlen für das Ober- und Unterhaus der Plurinationalen Legislativen Versammlung, des bolivianischen Parlaments, statt. Die Wahl sollte nach der unfreiwilligen Amtsaufgabe von Präsident Morales (MAS) in November 2019 ursprünglich im Frühjahr 2020 stattfinden, wurde aber wegen der COVID-19-Pandemie auf den Herbst verschoben.
Die sozialistische Movimiento al Socialismo (MAS) mit ihrem Kandidaten Luis Arce gewann die Wahl bereits im ersten Wahlgang klar mit 55,10 %. Die konservative Comunidad Ciudadana mit dem Kandidaten Carlos Mesa erreichte 28,83 % und die dritte bedeutende Oppositionspartei, die rechte Creemos („wir glauben“) mit dem Kandidaten Luis Fernando Camacho, der bei der Absetzung von Morales eine zentrale Rolle gespielt hatte, kam auf 14 %. Die Wahl beendete eine elfmonatige Übergangsregierung unter Jeanine Áñez. Diese hatte das Land regiert, nachdem am 10. November 2019 der damalige Präsident Morales unter Druck zurückgetreten und ins mexikanische Exil gegangen war.
Die Órgano Electoral Plurinacional veröffentlichte am 23. Oktober 2020 das offizielle Wahlergebnis. Arce trat sein Amt am 8. November 2020 an. Zwei Tage später kehrte Morales aus seinem Exil nach Bolivien zurück und wurde von seinen Anhängern triumphal gefeiert.

## Hintergrund
Nach dem 1. Wahlgang der Präsidentschaftswahl in Bolivien 2019 hatte laut der Wahlbehörde der bisherige Präsident Evo Morales gewonnen. Das Ergebnis war umstritten: während Morales mit seinen Anhängern die Fortführung seiner „Cambio“-Politik feierte, warfen ihm Regierungsgegner Wahlbetrug vor. Internationale Beobachter wiesen auf Unregelmäßigkeiten hin und sprachen sich für eine Stichwahl aus. Im Land kam es zu Unruhen. Das bolivianische Militär drängte Morales zur Amtsaufgabe und dieser ging nach seinem Entscheid zum Rücktritt am 10. November 2019 nach Mexiko ins Exil.
Nachdem die verfassungsmäßige Nachfolge aufgrund mehrerer Rücktritte unklar war, erklärte sich die zweite Vizepräsidentin des Senats Jeanine Áñez (MDS) zur Interimspräsidentin, gestützt von konservativen Kreisen. Es kam zu anhaltenden Konflikten im Land. Áñez verschob wegen der COVID-19-Pandemie in Bolivien mehrfach den Wahltermin und beschloss, bei der Wahl selbst zu kandidieren. Nach anhaltenden Protesten und Straßenblockaden einigten sich alle Seiten darauf, die Wahl unabhängig von der weiteren Pandemieentwicklung am 18. Oktober 2020 durchzuführen.

## Präsidentschaftskandidaten
Die langjährige Regierungspartei Movimiento al Socialismo (MAS) nominierte Luis Arce als Kandidaten. Der konservativ-gemäßigte ehemalige Präsident Boliviens, Carlos Mesa (Frente Revolucionario de Izquierda), trat als bedeutendster Kandidat der bürgerlichen Opposition an. Mesa wurde vor allem vom urbanen Bildungsbürgertum unterstützt. Als ebenfalls relevant wurde der aus einer Unternehmerdynastie in Santa Cruz stammende Rechtspopulist Fernando Camacho eingeschätzt. Nach Umfragen war klar, dass er chancenlos bleiben würde, aber er hoffte laut Tagesspiegel, im neuen Parlament mit seinen Abgeordneten das Zünglein an der Waage zu spielen. Interimspräsidentin Jeanine Áñez trat zunächst selbst als Kandidatin für das konservative Lager an, was ihr wiederholt Vorwürfe einbrachte, sie missbrauche ihre Position. Ein weiterer Kandidat war der frühere Präsident Jorge „Tuto“ Quiroga.
Nach dem bolivianischen Wahlgesetz gewinnt ein Kandidat bereits im ersten Wahlgang auch ohne absolute Mehrheit, wenn er mindestens 40 % der Stimmen bekommt und der Abstand zum Zweitplatzierten mindestens 10 Prozentpunkte besteht. Als sich in Umfragen ein solches Szenario zugunsten von Arce abzeichnete, zogen Áñez am 17. September und Quiroga am 11. Oktober ihre Kandidatur zurück, um zu verhindern, dass sich Arces Gegner gegenseitig die Stimmen wegnahmen.

## Vorbereitung der Wahlen
Am 3. August 2020 gab die Wahlbehörde OEP den 18. Oktober 2020 als endgültigen Wahltermin bekannt und legte die Wahlkampfphase auf den Zeitraum 6. September bis 14. Oktober 2020 fest. Für etwaig notwendige Wahlwiederholungen oder einen zweiten Wahlgang standen sechs mögliche Szenarien im Raum. Als frühester Zeitpunkt für die Einsetzung des gewählten Präsidenten und weiterer gewählter Ämter wurde der 14. November 2020 festgelegt.
213.600 zufällig ausgewählte Bürger wurden im September 2020 als Wahlhelfer bestimmt und in der Folge per Web-Tutorial auf ihre Aufgaben vorbereitet. Ein Schwerpunkt lag dabei auf dem Pandemieschutz.
Die Zahl der Wahlberechtigten wurde offiziell mit 7.332.925 angegeben, wovon 301.631 im Ausland leben. Neben Argentinien, wo 161.057 registrierte Wähler ihren Wohnsitz haben, wurden auch in Deutschland, der Schweiz und weiteren 31 Ländern in den diplomatischen Vertretungen Boliviens Wahlurnen aufgestellt.
Am 18. September 2020 traf eine europäische Wahlbeobachtungsmission in Bolivien ein. Ihr wurde wegen der starken Polarisierung der politischen Lager im Land von der Übergangsregierung Bedeutung beigemessen. Sie sollte das Vertrauen der Bevölkerung in das Wahlergebnis stärken und helfen, erneute gewalttätige Auseinandersetzungen zu vermeiden. Weitere Missionen schickten die Organisation Amerikanischer Staaten (OAS/OEA), die interamerikanische Vereinigung der Wahlorgane UNIORE und das US-amerikanische Carter Center.

## Durchführung
Der Verlauf des Wahltags wurde von Beobachtern einhellig als friedlich und geregelt beschrieben. Erst Verzögerungen der Stimmauszählung nach 17 Uhr sorgten für etwas Nervosität. Statt wie angekündigt ab 20 Uhr wurden die auf Umfragen basierten Prognosen zweier Institute erst kurz nach Mitternacht veröffentlicht. Als Begründung wurde angegeben, dass die vorgegebene statistische Zuverlässigkeit schwer zu erreichen war. Viele Befragte hätten sich auf das Wahlgeheimnis berufen und keine Angaben gemacht.
Entgegen den letzten Umfragen vor der Wahl, welche die MAS im Bereich von 40 bis 43 % sahen, deuteten die ersten Prognosen am Wahltag mit rund 53 % einen klaren Sieg von Arce im ersten Wahlgang an. Zuvor hatten Beobachter mit einer Stichwahl zwischen Mesa und Arce gerechnet. Jeanine Áñez beglückwünschte noch in der Nacht die Sieger und rief dazu auf, mit Bedacht zu regieren und die Demokratie nicht zu gefährden.

## Wahlergebnis
| Parteien                               | Parteien                             | Kandidaten            | Stimmen   | %    | Mandate             | Mandate             |
| Parteien                               | Parteien                             | Kandidaten            | Stimmen   | %    | Cámara de Diputados | Cámara de Senadores |
| -------------------------------------- | ------------------------------------ | --------------------- | --------- | ---- | ------------------- | ------------------- |
|                                        | Movimiento al Socialismo             | Luis Arce             | 3.394.052 | 55,1 | 75                  | 21                  |
|                                        | Comunidad Ciudadana (FRI – Sonstige) | Carlos Mesa           | 1.775.953 | 28,8 | 39                  | 11                  |
|                                        | Creemos (PDC – UCS)                  | Luis Fernando Camacho | 862.186   | 14,0 | 16                  | 4                   |
|                                        | Frente Para la Victoria              | Chi Hyun Chung        | 95.255    | 1,5  | –                   | –                   |
|                                        | Partido de Acción Nacional Boliviano | Feliciano Mamani      | 31.765    | 0,5  | –                   | –                   |
| Gesamt                                 | Gesamt                               | Gesamt                | 6.159.211 | 100  | 130                 | 36                  |
|                                        |                                      |                       |           |      |                     |                     |
| Ungültige Stimmen                      | Ungültige Stimmen                    | Ungültige Stimmen     | 324.797   | 5,0  |                     |                     |
| Wähler                                 | Wähler                               | Wähler                | 6.484.008 | 88,4 |                     |                     |
| Wahlberechtigte                        | Wahlberechtigte                      | Wahlberechtigte       | 7.332.926 |      |                     |                     |
|                                        |                                      |                       |           |      |                     |                     |
| Quelle: Órgano Electoral Plurinacional |                                      |                       |           |      |                     |                     |

## Frauen in der Politik
Nach dieser Wahl sind über 50 % der neuen Abgeordneten Frauen. Damit erreicht Bolivien 2020 bei der Repräsentation von Frauen im Parlament, gemäß „Frauen in der Politik“ der Interparlamentarischen Union und der Frauen der Vereinten Nationen, – nach Ruanda und Kuba – weltweit den dritten Platz (Deutschland erreichte 2020 lediglich Rang 48).
Die Bürgerrechtsbewegung “Protagonistas: Paridad–Poder–Juventudes” freute sich und erklärte, der Wahlprozess in Bolivien sei ein „Meilenstein für Frauen bei der politischen Teilhabe“.

## Analyse
Nachdem nach der Wahl 2019 die gesellschaftlichen Konflikte in Bolivien zwischen links und rechts, Land und Stadt, Hochland im Westen und Tiefland im Osten, indigenen Gemeinschaften und weißer Oberschicht erneut aufflammten, spiegelten die Ergebnisse 2020 ein Stadt-Land- und Ost-West-Gefälle wider. Wie bereits in früheren Wahlen in Bolivien gewann die MAS im westlichen Hochland deutlich mehr Stimmen als im östlichen Tiefland. Noch stärker war der Kontrast zum Teil zwischen Departamento-Hauptstädten und den umliegenden meist ländlich geprägten Provinzen. Die MAS wurde vor allem auf dem Land gewählt, während in den urbanen Zentren die CC meist gute Ergebnisse erreichte. Die CC gewann in fünf von neun Departamento-Hauptstädten, die MAS nur drei. In der Stadt Potosí erreichte die CC gar 70 % der Stimmen, während sich die MAS in den Provinzen des Departamentos Potosí jedoch mit zum Teil rund 90 % durchsetzte. Creemos wiederum gewann deutlich im Departamento Santa Cruz, dank eines sehr guten Ergebnisses in der Hauptstadt Santa Cruz de la Sierra. Auch in diesem Departamento wurde auf dem Land stärker MAS gewählt.